# 北条時茂 (宗政流)
北条 時茂（ほうじょう ときもち）は、鎌倉時代後期の北条氏の一門。

## 略歴
父は第10代執権の北条師時。母は不詳。弟に貞規。南殿と号した。
小侍所別当、評定衆を歴任した。なお、元徳元年（1331年）1月23日に引付衆1番頭人となったとする書籍もあるが、『鎌倉年代記』では引付衆1番頭人は北条貞将である。